# VA-3 インベーダー
VA-3 インベーダー （ブイエー スリー インベーダー / Invader） は、OVA『マクロス ダイナマイト7』、プレイステーション用ゲーム『マクロス VF-X2』などの「マクロスシリーズ」作品に登場する架空の兵器。可変戦闘機（ヴァリアブル・ファイター、Variable Fighter : VF）の攻撃機仕様である可変攻撃機（ヴァリアブル・アタッカー、Variable Attacker : VA）の一つで、アタッカー（航空機）とバトロイド（人型ロボット）、中間形態である「ガウォーク」の3形態に変形する。
メカニックデザインは河森正治が担当。デザインモチーフは、かつてアメリカ軍に配備されていた実在の攻撃機A-6 イントルーダー。愛称（ペットネーム）の「インベーダー」は「侵略者」を意味する。

## 概要

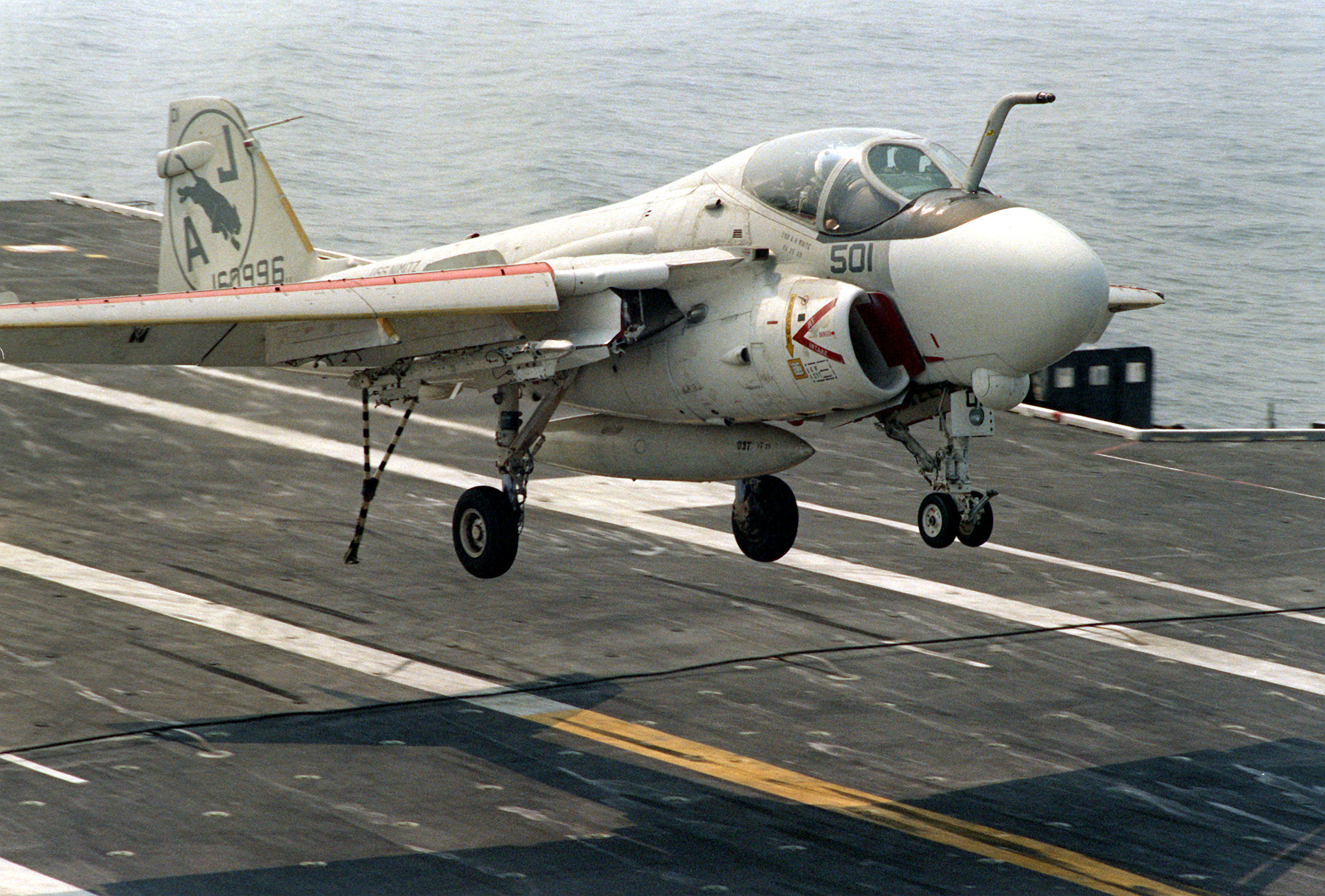
A-6Eイントルーダー

VF-1 バルキリーを初めとするVFシリーズをほぼ一括してデザインしてきた河森は、それらの多くが双発の超音速戦闘機をモデルとしていたためどこか形状が似かよってくると感じていた。河森はデザインの差別化を図るために、独特の丸っこい形状を持つA-6をモデルにした可変攻撃機をデザインした。同時期に「VB-6 ケーニッヒモンスター」の原型となる可変爆撃機（ヴァリアブル・ボマー、Variable Bomber : VB）のラフデザインも行っている。
この機体の初出は1992年のバンダイ発行の雑誌『B-CLUB』のマクロス特集だった、当時の河森の新企画に登場するメカの一つとしてバトロイドのラフ画が披露されていた（つまりその当時は「マクロス」のメカではなかった）。その企画『星嵐』は没案となり、その後しばらくこのデザインは日の目を見ることなく仕舞われていた。デザインそのものは1995年の1月には完成していたが、アニメには登場する機会がなく、同年3月に発売されたムックの『THIS IS ANIMATION Special マクロスプラス』にてイラストと設定が公開され、「マクロス」のメカとなった。アニメでは1997年より展開されたOVA『マクロス ダイナマイト7』に敵である密漁団の乗る兵器VA-3C改として初登場する。劇中では型番や愛称には触れられず「バルキリー」とだけ呼ばれている。当初は水中でも使用可能という設定はなかったが、1999年に発売された『マクロスVF-X2』にてこの形なら水中でも行けそうだということで水上・水中用のVA-3Mが登場する。その後はVA-3は水中で活動できる機体として認識されるようになる。
小説版『マクロスF』の著者である小太刀右京はこの機体を気に入っており、作中にこの機体を出そうと海に行く話を考えていたが、紙幅が足りずに断念したと語っている。『マクロス・ザ・ライド』にはわずかだが登場シーンがある。

## 機体解説
高精度FCS（Fire Control System：火器管制装置）と豊富な弾薬搭載量を持つ可変攻撃機「VAシリーズ」の一つ。設計・製造は艦上攻撃機のノウハウを持つノースロム社のグラマン航空機部門によって行われた。
従来のVFシリーズは大気圏内外を問わない優れた全領域兵器であったが、変形機構との兼ね合いから慢性的な弾薬・推進剤不足に悩まされていた。かたや陸戦兵器のデストロイドシリーズは大火力である分動きが鈍重で、地上攻撃任務においてVFと一長一短の関係にあった。メガロード-01船団出港を発端とする大規模な宇宙移民計画が開始されると、地上攻撃の重要性はさらに高まり、VFとデストロイド双方の利点を兼ね備えたVAおよびVBシリーズのカテゴリーが生まれることになる。
VA-3は主翼に6か所、胴体部に5か所のハード・ポイントを持ち、戦術級反応弾や各種ミサイル、ガトリング・ガンポッドといった多彩な火器を最大19,820キログラム搭載することができる。機体の特性上、ドッグファイトにおける運動性能はVFに劣るが、装甲などの全体的な強度では上回っている。アタッカー形態は魚類のような独特の形状を持ち、低空・低速域での安定性に優れている。一般的なVFでは両脚に内蔵されている熱核反応タービンエンジンは、本機では主翼の根元に2基搭載されており、最高速度こそVFにおよばないながらも超音速巡航飛行が可能な推力を持つ。バトロイド形態はゼントラーディ的な意匠を持つ半魚人のような特異な形状となっている。コクピットは頭部に位置する。頭部はメインカメラの周囲に4基のサブカメラが設置されており、対地監視能力が高い。マニピュレーターは4本指となっている。
運用性の高さから統合軍では地上制圧用のVAとして量産され移民船団などに普及し、その派生機は2050年代においても使用されている。VB-171の普及まで長期間にわたって使用された。

## バリエーション
VA-3A
初期のタイプでボドルザー戦にも参加したとされる型式。『マクロス・ザ・ライド』では星天カップにてボドルザー戦を再現した立体映像ムービーに登場、対艦ミサイルを装備したVA-3Aがゼントラーディと戦うシーンが展開される。
SVA-145 クラウドダンサーズ
『THIS IS ANIMATION Special マクロスプラス』94頁に掲載。CV-111 LANGLEY所属機。ライトグレー地にブルーとライトブルーのストライプが入っている。ボドルザー戦に参加したとされている。
SVA-155
『THIS IS ANIMATION Special マクロスプラス』94頁に掲載。ARMD-5 AKAGI所属機。グレーとグリーンで塗り分けられている。

VA-3B
前方監視用の赤外線センサーとカメラを機体の下部に装備し全天候能力が向上したタイプ。『THIS IS ANIMATION Special マクロスプラス』73頁に記載されている。Mk.82通常爆弾を24発と増槽2本を装備可能。地上制圧用の大型のガトリング・ガンポッドを装備する。
EVA-3A
電子戦用の派生機。攻撃用装備を持たず、電子戦用の装備が取り付けられている。『THIS IS ANIMATION Special マクロスプラス』73頁に設定が記載されており、画稿はなし。AQL-200多帯域トラックブレーカー、AQL-192通信ジャミング装置、ALQ-199戦術ノイズジャミング装置を胴体と垂直尾翼部に搭載しており、レーダーの妨害・偵察・攻撃機の先導を行う。パイロットの他に電子機器の操作員が同乗するため複座型になっている。
VA-3C
後述のVA-3C改の原型になったとされる機体。設定のみで画稿はなし。
VA-3C改
西暦2047年を舞台とする『マクロス ダイナマイト7』に登場。通称インベーダー改。ブラックマーケットに流れた機体を惑星ゾラの銀河クジラ密漁団が入手し改造を施した。惑星ゾラの大気組成に合わせたエンジンの改造や水中での活動時間の延長などが行われている。密漁団といっても相手は銀河クジラであり、おもに宇宙空間で使用される。カラーリングは濃いえんじ色で、本来統合軍のマークが入っていた個所は密漁団のマークになっている。頭部の複合センサーはほかのタイプとは異なっている。
捕鯨用の武装としてワイヤー付きの銛（もり）の発射装置を備えた多目的ガンポッドを装備している。アタッカー形態では主翼下ポッド右側にガンポッドを、左側にスペアの銛を収納するためのポッドを懸架する。マニピュレーターの中央はパルスレーザー砲の発射孔となっている。
スーパーパック
最高速度の低さを補うため、専用のスーパーパックを装備して運用される。機体の上部（バトロイド形態では背面になる）に円筒形をした大気圏内外両用ロケットブースターを2基装備する。宇宙空間ではエアインテークの下部（バトロイド形態では肩の下になる）と内部にプロペラントタンクを合計4基設置する場合もあるが、大気圏突入時にはパージされる。
フォールドブースター
追加装備としてフォールドブースターを装備可能。パイロンを介して、機体上部に設置される。空間を折り畳む（フォールド）ことで空間跳躍を行えるようになる。スーパーパックとの同時装備も可能。

VA-3M
西暦2050年を舞台とする『マクロスVF-X2』に登場。水上航行や水中潜行も可能な全領域攻撃機。アタッカー形態は場所によって空中・水上・水中の3モードに変形する。空中ではフロート部が主翼に密着した状態になる。水上では支柱がせり出し、フロートが水面に接触する状態になる。水中ではフロートが主翼に密着、主翼は90度折れ曲がり幅を狭くし、水平尾翼も180度回転し前進翼になる。
バトロイド形態のマニピュレーターはほかの機種と違い指が3本で、ビームガンが搭載されている（ゲーム中の画面ではGUN PODと表記）。また、水中専用の武装として魚雷を装備している。
新統合軍の第727独立戦隊VF-Xレイヴンズのほか、地表の9割が淡水の海で覆われた惑星エデン3ではブラックマーケットに通じる多星間企業クリティカルパス・コーポレーションも使用する。
西暦2058年を舞台とする小説『マクロス・ザ・ライド』ではリウ・キンジュの乗るバンキッシュ・レース用の機体が登場。

## 商品化
アニメでは敵の機体として登場するのみと、「マクロスシリーズ」のメカの中ではマイナーな部類に入り、単品での本格的なマスプロ商品化はされていない。
1999年にスタジオ・ハーフ・アイから完全変形のレジンキャストキットが発売されている。
2008年にやまとより発売された「1/200 バリアブル ファイターズ コレクション　シリーズ1」にて『マクロス VF-X2』に登場したVA-3MがVF-1、YF-19と同時に商品化されている。非可変のフィギュアでアタッカー形態、ガウォーク形態、バトロイド形態の3種類がある。